# انجمن فیزیک پزشکی آمریکا

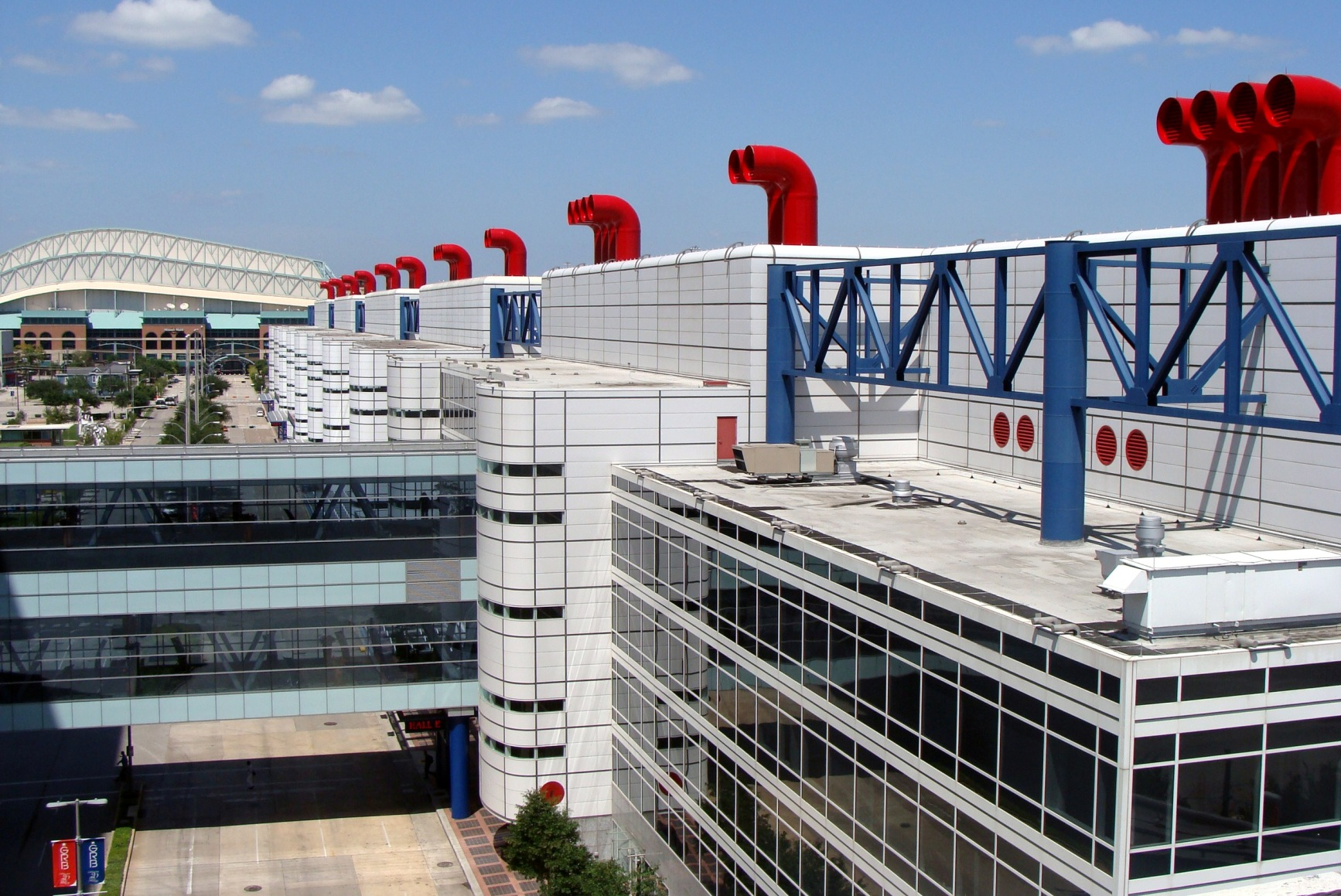
مرکز کنوانسیون جرج براون در هنگام برگزاری ۵۰مین سالگرد تاسیس انجمن فیزیک پزشکی آمریکا در سال ۲۰۰۸

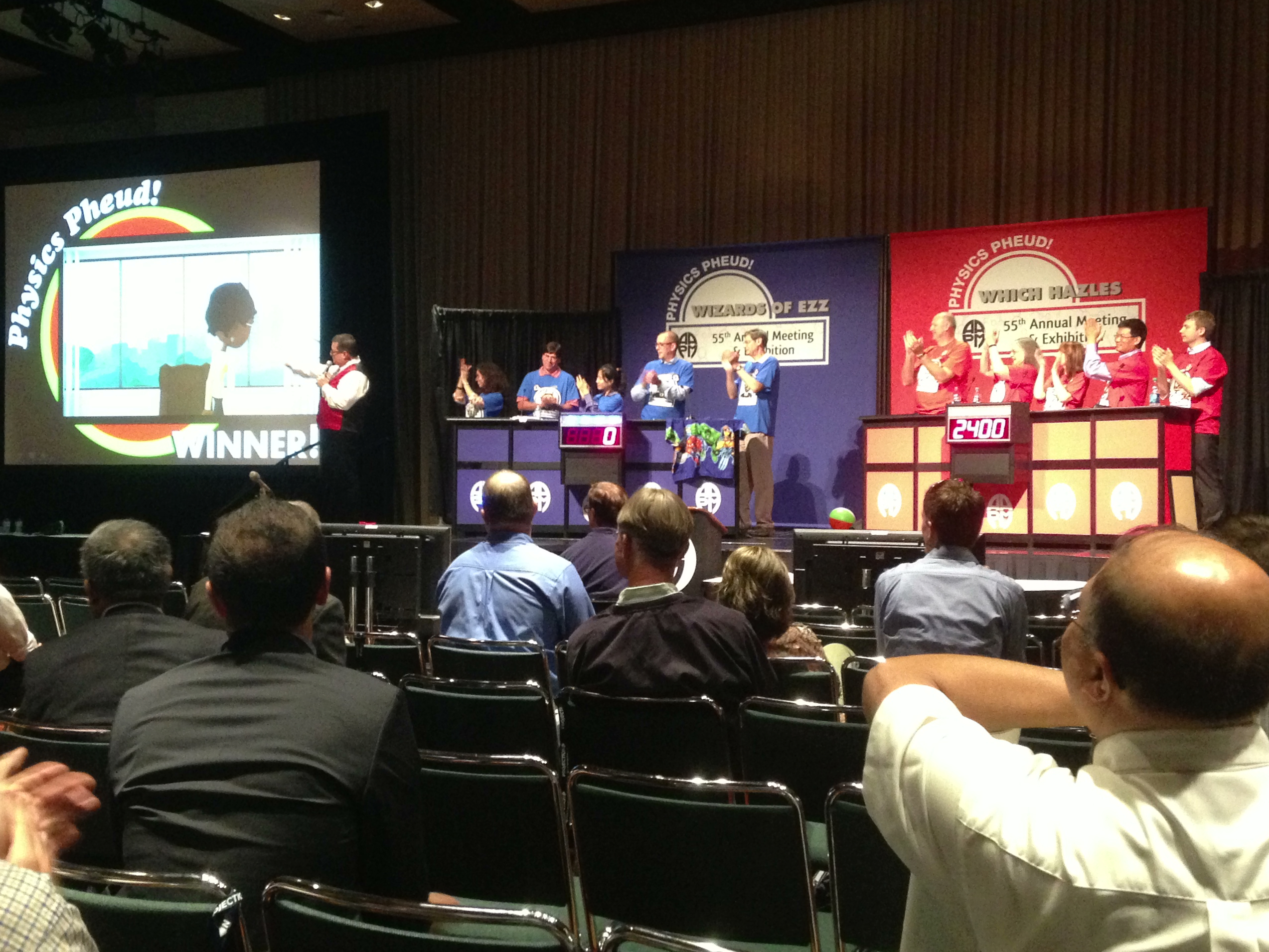
مسابقه تفریحی سالیانه بین تیم پرتودرمانی و تیم پرتوشناسی در پنجاه و پنجمین همایش انجمن فیزیک پزشکی آمریکا در شهر ایندیاناپلیس

انجمن فیزیک پزشکی آمریکا (تأسیس ۱۹۵۸) یک سازمان نیمه دولتی و بزرگ‌ترین سازمان حرفه‌ای آمریکا در زمینه دانش فیزیک پزشکی است.
این انجمن در سال ۲۰۱۰ بیش از ۶۵۰۰ عضو داشت، و مرکز آن در مریلند است. این سازمان عضو موسسه فیزیک آمریکا است.